# 富永忠元
富永忠元（1537年—1561年10月21日），日本戰國時代的武將。吉良氏家臣。三河國設樂郡室城城主。吉良義昭的家老。
富永氏是伴氏的後裔，以及設樂郡富永莊的領主。東條吉良氏的譜代家臣，代代擔任室城城主。

## 生平
在天文6年（1537年）出生。永祿3年（1560年），在桶狹間之戰後，與松平家康數度戰鬥，因此立下功名，甚至被敵方稱為「勇將」。翌年（1561年）4月15日，在善明堤之戰中，以誘敵部隊的身份進攻上野城，在室城的留守部隊切斷松平好景軍的退路後，與義昭本隊挾擊好景，令其部隊崩潰。戰後，進入東條城，友方的西尾城被攻陷後，東條城被包圍，於是主張出戰。9月13日，率軍向東條城西方的藤波畷出撃，與本多廣孝、酒井正親等部隊戰鬥，戰死（藤波畷之戰）。享年25歲。

## 死後
收到忠元戰死報告後，敵友雙方都不約而同地認為「如果伴五郎死去，城池將被攻陷」（伴五郎が死んだら落城は近い）。（『三河物語』）後年，戰死地建立「伴五郎地藏」，對眼病有效，現今仍然存在。